# Центральный национальный комитет Индонезии
Центральный Индонезийский национальный комитет (индонезийский: Komite Nasional Indonesia Pusat) или KNIP, — орган, предназначенный для оказания помощи президенту новой независимой Индонезии. Первоначально он носил чисто консультативный характер, но позже получил, предположительно, законодательные функции. Рабочий комитет KNIP вошёл в состав Совета народных представителей, когда Индонезия стала унитарным государством, в 1950 году.